# Quần đảo Virgin thuộc Anh tại Thế vận hội
Quần đảo Virgin thuộc Anh đã gửi vận động viên (VĐV) tới các kỳ Thế vận hội Mùa hè kể từ năm 1984. Quốc gia này chưa có huy chương Thế vận hội.
Quần đảo Virgin thuộc Anh đã tham gia 2 kỳ Thế vận hội Mùa đông.

## Bảng huy chương

### Huy chương tại các kỳ Thế vận hội Mùa hè
| Thế vận hội         | Số VĐV        | Vàng          | Bạc           | Đồng          | Tổng số       | Xếp thứ       |
| 1896–1980           | không tham dự | không tham dự | không tham dự | không tham dự | không tham dự | không tham dự |
| Los Angeles 1984    | 9             | 0             | 0             | 0             | 0             | –             |
| Seoul 1988          | 3             | 0             | 0             | 0             | 0             | –             |
| Barcelona 1992      | 4             | 0             | 0             | 0             | 0             | –             |
| Atlanta 1996        | 7             | 0             | 0             | 0             | 0             | –             |
| Sydney 2000         | 1             | 0             | 0             | 0             | 0             | –             |
| Athens 2004         | 1             | 0             | 0             | 0             | 0             | –             |
| Bắc Kinh 2008       | 2             | 0             | 0             | 0             | 0             | –             |
| Luân Đôn 2012       | 2             | 0             | 0             | 0             | 0             | –             |
| Rio de Janeiro 2016 | 4             | 0             | 0             | 0             | 0             | –             |
| Tokyo 2020          | chưa diễn ra  |               |               |               |               |               |
| Tổng số             | Tổng số       | 0             | 0             | 0             | 0             | –             |

### Huy chương tại các kỳ Thế vận hội Mùa đông
| Thế vận hội   | Số VĐV        | Vàng          | Bạc           | Đồng          | Tổng số       | Xếp thứ       |
| 1924–1980     | không tham dự | không tham dự | không tham dự | không tham dự | không tham dự | không tham dự |
| Sarajevo 1984 | 1             | 0             | 0             | 0             | 0             | –             |
| 1988–2010     | không tham dự | không tham dự | không tham dự | không tham dự | không tham dự | không tham dự |
| Sochi 2014    | 1             | 0             | 0             | 0             | 0             | –             |
| Tổng số       | Tổng số       | 0             | 0             | 0             | 0             | –             |